# Melchor Pérez de Baráiz e Ibero
Melchor Pérez de Baraiz e Ibero nació en Tudela, Navarra (España), hijo de Gaspar Pérez de Baraiz y Cobarrubias y María de Ibero Daoiz. Casó en primeras nupcias con doña Beatriz Vélez de Eulate y en segundas con doña Jerónima Martel.
En 1614 recibió el hábito de caballero de la Orden de Santiago, reservado a personas de acreditada nobleza. 

## Gobernador designado de Costa Rica
En diciembre de 1617 el rey Felipe III lo nombró gobernador de Costa Rica, para suceder a Juan de Mendoza y Medrano, pero no asumió el cargo y en su lugar se designó a Alonso del Castillo y Guzmán.

## Alcalde mayor de Ixtlahuaca y corregidor de México
El 12 de enero de 1618 fue nombrado alcalde mayor de Ixtlahuaca y Metepec (México). Posteriormente, gracias a sus relaciones con los oidores Galdós de Valencia y Vergara Gaviria, se le nombró corregidor de México, a pesar de la oposición del fiscal de la Real Audiencia de México. En el ejercicio de ese cargo tuvo un grave enfrentamiento con el virrey don Diego Carrillo de Mendoza y Pimentel, marqués de los Gelves, debido a que las medidas de este con respecto al comercio de maíz en la ciudad le resultaban muy perjudiciales. El proceso relacionado con su nombramiento fue remitido al Consejo de Indias, que condenó a Pérez de Baraiz a devolverse a su alcaldía mayor de Ixtlahuaca y a los oidores a una multa de cien ducados.
En 1622 se presentaron graves acusaciones en su contra, por los abusos que cometía contra los indígenas de Ixtlahuaca. Se le suspendió en el cargo y se le llevó detenido a la Ciudad de México, donde se fugó de la justicia y se asiló en el convento de Santo Domingo. En el proceso se le condenó a fines de 1623 a 70,000 pesos de multa y destierro perpetuo de las Indias. Pérez de Baráiz logró el apoyo del arzobispo de México, monseñor Juan Pérez de la Serna, lo cual llevó a un escandaloso enfrentamiento entre el arzobispo y el virrey a principios de 1624. El prelado hubo de salir de México y en San Juan Teotihuacán excomulgó al virrey el 14 de enero de 1624. Esto provocó un gran tumulto en la Ciudad de México; Pérez de Baráiz fue sacado del convento y llevado en triunfo por las calles. La Audiencia depuso al virrey y el palacio virreinal fue saqueado por los amotinados. El virrey depuesto tuvo que emprender el regreso a España.